# Coryphosima brevicornis
Coryphosima brevicornis är en insektsart som beskrevs av Karsch 1893. Coryphosima brevicornis ingår i släktet Coryphosima och familjen gräshoppor. Inga underarter finns listade i Catalogue of Life.